# Seznam vojaških letal
Seznam vojaških letal zajema vsa vojaška letala: od šolskih letal do strateških bombnikov.

## A
- Aermacchi:
Aermacchi MB-326
Aermacchi MB-339
Aermacchi MB-339
- Aero:
Aero L-39 Albatros
Aero Vodochody L-59
Aero Vodochody L-139
Aero Vodochody L-159
- Aichi:
Aichi D3A
- Airbus:
Airbus A400M
Airbus A310MRTT
Airbus A310 AEW
- Airco:
Airco D.H.9
- Albatros:
Albatros D III
Albatros D V
- Alenia/Lockheed Martin:
Alenia C-27J Spartan
- Antonov:
Antonov An-2
Antonov An-3
Antonov An-70
Antonov An-124 Ruslan
- Arado:
Arado Ar 196
Arado Ar 234 Blitz
- Armstrong Whitworth:
Armstrong Whitworth Siskin
- Avioane:
Avioane IAR-99 Soim
- Avro:
Avro Lancaster
Avro Vulcan
Avro 504
Avro Shackleton
- Avro Canada:
Avro Canada CF-105 Arrow

## B
- BAE Systems:
BAE Systems Hawk
BAE Systems Nimrod
- Beech:
Beech T-34 Mentor
- Bell:
Bell P-39 Airacobra
Bell X-1
- Berijev:
Berihev A-50
- Blackburn:
Blackburn Buccaneer
- Bloch:
Bloch M.B. 151
Bloch M.B. 152
- Blohm und Voss:
Blohm und Voss BV 141
- Boeing:
Boeing PW-9
Boeing FB
Boeing F4B
Boeing P-12
Boeing P-26
Boeing B-17 Flying Fortress
Boeing B-29 Superfortress
Boeing B-50 Superfortress
Boeing B-47 Stratojet
Boeing B-52 Stratofortress
Boeing E-3 Sentry
Boeing C-17 Globemaster
Boeing KC-135 Stratotanker
Boeing KC-767
Boeing 737 AEW&C
Boeing 767 AWACS
Boeing E-4
- Boeing/Stearman:
Boeing/Stearman Model 75/PT-13
Boeing/Stearman Model PT-17
- Boulton Paul:
Boulton Paul Defiant
- Breguet:
Breguet Bre. 14
Breguet Bre. 19
Breguet 693
- British Aerospace:
British Aerospace Harrier
British Aerospace Sea Harrier
British Aerospace Hawk
British Aerospace Nimrod
- British Aircraft Corporation:
British Aircraft Corporation TSR-2
- Bristol:
Bristol Bulldog
Bristol F.2
Bristol Beaufighter
Bristol Blenheim

## C
- Casa:
Casa C-101 Aviojet
- Cessna:
Cessna T-37
Cessna A-37 Dragonfly
Cessna L-19/O-1 Bird Dog
- Convair:
Convair F-102 Delta Dagger
Convair F-106 Delta Dart
- Consolidated:
Consolidated B-24 Liberator
Consolidated B-36
Consolidated PBY Catalina
- Curtiss:
Curtiss JN
Curtiss F6C
Curtiss P-1
Curtiss P-6
Curtiss F11
Curtiss P-36
Curtiss Hawk 75
Curtiss P-40 Warhawk
Curtiss SB2C Helldiver
- Curtiss-Wright:
Curtiss-Wright C-46 Commando

## D
- Dassault:
Dassault Mystere
Dassault Super Mystere
Dassault Mirage III
- Dassault-Breguet:
Dassault-Breguet Mirage F1
Dassault-Breguet Mirage 2000
Dassault-Breguet Étendard
Dassault-Breguet Mirage IV
- Dassault-Breguet/Dornier:
Dassault-Breguet/Dornier Alpha Jet
- de Havilland:
de Havilland D.H.82 Tiger Moth
de Havilland D.H.103 Hornet
de Havilland D.H.100 Vampire
de Havilland D.H.98 Mosquito
- Dewoitine:
Dewoitine D.500
Dewoitine D.510
Dewoitine D.520
- Dornier:
Dornier Do 17
Dornier Do 335
- Douglas:
Douglas DB-7/A-20 Havoc
Douglas SBD Dauntless
Douglas A-1 Skyraider
Douglas A-4 Skyhawk
Douglas DC-3
Douglas DC-4
Douglas C-54 Skymaster
Douglas D-558 Skystreak

## E
- EADS:
EADS Mako
Eads Casa C-295
- Embraer:
Embraer EMB-145 Erieye
- English Electric
English Electric Lightning
English Electric Canberra
English Electric Martin B-57

## F
- Fairchild:
Fairchild C-82
Fairchild C-119
- Fairchild Republic:
Fairchild Republic A-10 Thunderbolt II
- Fairey:
Fairey Firefly
Fairey F.D.2
- FIAT:
FIAT CR.32
FIAT CR.42
FIAT G91
- Fieseler:
Fieseler Fi 156 Storch
- Focke-Wulf:
Focke-Wulf FW-190
Focke-Wulf Ta-152
Focke-Wulf FW 200 Condor
- Fokker:
Fokker Dr I
Fokker D VII
- Fouga
Fouga CM.107 Magister

## G
- General Dynamics:
General Dynamics F-16 Fighting Falcon
General Dynamics F-111
General Dynamics B-58 Hustler
- Gloster:
Gloster Meteor
- Grob:
Grob G 120A
- Grumman:
Grumman F4F Wildcat
Grumman F6F Hellcat
Grumman F-14 Tomcat
Grumman TBF Avenger
Grumman A-6 Intruder
Grumman EA-6 Prowler

## H
- Handley Page:
Handley Page Halifax
Handley Page Victor
- Hawker:
Hawker Fury
Hawker Hurricane
Hawker Tempest
Hawker Sea Fury
Hawker Hunter
- Heinkel:
- Heinkel He 111

## I
- IAI:
IAI Kfir
- Iljušin:
Iljušin Il-2
Iljušin Il-10
Iljušin Il-76

## J
- Jakovljev:
Jakovljev Jak-9
Jakovljev Jak-38
Jakovljev Jak-130
- Junkers
Junkers Ju 87
Junkers Ju 88
Junkers Ju 52

## K
- KAI:
KAI T-50
- Kawanishi:
Kawanishi N1K
- Kawasaki:
Kawasaki Ki-61 Hien
Kawasaki Ki-100

## L
- Lockheed:
Lockheed P-38 Lightning
Lockheed F-80 Shooting Star
Lockheed T-33
Lockheed F-104 Starfighter
Lockheed F-117
Lockheed P-3 Orion
- Lockheed-Georgia:
Lockheed-Georgia C-141 Starlifter
- Lockheed Martin:
Lockheed Martin C-130 Hercules
Lockheed Martin C-5 Galaxy
Lockheed Martin U-2
Lockheed Martin SR-71
Lockheed Martin JSF (F-35)
- Lockheed Martin/Boeing:
Lockheed Martin/Boeing F-22 Raptor

## M
- Macchi:
Macchi MC.200
Macchi MC.205
- Martin:
Martin B-26 Marauder
- McDonnell Douglas:
McDonnell Douglas F-4 Phantom
McDonnell Douglas F-15 Eagle
McDonnell Douglas F/A-18 Hornet
McDonnell DOuglas KC-19 Extender
- Messerschmitt:
Messerschmitt Bf 109
Messerschmitt Me 262
- Mikojan-Gurevič:
Mikojan-Gurevič MiG-1
Mikojan-Gurevič MiG-3
Mikojan-Gurevič MiG-15
Mikojan-Gurevič MiG-21
Mikojan-Gurevič MiG-23
Mikojan-Gurevič MiG-25
Mikojan-Gurevič MiG-27
Mikojan-Gurevič MiG-29
Mikojan-Gurevič MiG-31
Mikojan-Gurevič MiG-AT
Mikojan-Gurevič MFI (MiG-35)
- Miles:
Miles Magister
- Mitsubishi:
Mitsubishi A6M Reisen
Mitsubishi Ki-67 Hiryu
- Morovan:
Morovan Zlin 242L

## N
- Nakajima:
Nakajima Ki-27
- Nieuport:
Nieuport 11
Nieuport 17
- North American:
North American P-51 Mustang
North American F-86 Sabre
North American B-25 Mitchell
North American A-5 Vigilante
North American T-6 Texan
North American X-15
- Northrop:
Northrop F-5
Northrop F-20 tigershark
Northrop B-2
- Northrop/Grumman:
Northrop/Grumman E-2 Hawkeye
- Northrop/McDonnell Douglasa:
Northrop/McDonnell DouglasaYF-23 black widow II

## P
- Panavia:
Panavia Tornado
- Petljakov:
Petljakov Pe-2
- Pilatus:
Pilatus PC-7
Pilatus PC-9
Pilatus PC-21
- Polikarpov
Polikarpov I-16

## R
- Raytheon:
Raytheon T-6 Texan II
- Republic:
Republic P-47 Thunderbolt
Republic F-84
Republic F-105 Thunderchief
- Rockwell:
Rockwell B-1
- Rogožarski:
Rogožarski IK-3
- Royal Aircraft Factory:
Royal Aircraft Factory S.E.5

## S
- Saab:
Saab 35 Draken
Saab 37 Viggen
- Savoia-Marchetti:
- Savois-Marchetti SM. 79 Sparviero
- Sepecat:
Sepecat Jaguar
- Short:
Short Sunderland
- SOKO:
SOKO G-2 Galeb
SOKO G-4 Super galeb
- Sopwith:
Sopwith F.1 Camel
- SPAD:
SPAD S.7
SPAD S.13
- Sud-Quest:
Sud-Quest S.O.4050 Vautour
- Suhoj:
Suhoj Su-7
Suhoj Su-24
Suhoj Su-25
Suhoj Su-27
Suhoj Su-47 Berkut
- Supermarine:
Supermarine Spitfire
Supermarine Seafire

## T
- Transall:
Transall C-160
- Tupoljev:
Tupoljev Tu-16
Tupoljev Tu-22
Tupoljev Tu-26
Tupoljev Tu-95
Tupoljev Tu-160

## V
- Vickers:
Vickers Wellington
Vickers Valiant
- Vought:
Vought F4U Corsair
Vought A-7 Corsair II
Vought F-8 Crusader
Vought OS2U Kingfisher

## W
- Westland:
Westland Lysander